# Selaginella haematodes
Selaginella haematodes là một loài dương xỉ trong họ Selaginellaceae. Loài này được Kunze Spring mô tả khoa học đầu tiên năm 1840.